# Rijksbanier

De zwart-wit-rode rijksbanier van het Duitse Rijk steekt hoog boven het keizerlijke wapen uit.

Een rijksbanier is in de heraldiek een boven het wapen uitstekend vaandel of gonfalone aan een speer dat door keizers en koningen in hun wapens werd opgenomen. De wapens van de meeste van de huidige Europese koningen zijn van eenvoudiger snit dan die van hun voorgangers en de rijksbanier is in veel landen in onbruik geraakt.
De voorganger van de rijksbanieren zijn de "Oriflamme" en de gonfalone. De Franse heraldicus 
Phillipe Moreau publiceerde in 1609 in Bordeaux een boek met de titel "Tablau des Armoires de France". Daarin combineerde hij het grote (portret)zegel waarop de vorst zittend onder een baldakijn was afgebeeld met het wapen van de koning. Zo kwam het schild onder een troonhemel te staan. Boven alles uit liet de heraldicus de oriflamme steken.
Deze wijze om een wapen te tekenen vond overal in Europa navolging al waren de Franse koning zèlf, of zijn wapenkoningen en herauten, niet geneigd om het onorthodoxe en ongevraagde advies na te volgen. Het duurde nog meer dan een eeuw voordat de Franse koningen wapens met een wapentent gingen voeren.Toen voerden verscheidene Europese vorsten al meerdere generaties wapens met een rijksbanier "à la Moreau".
In het Nederlandse Rijkswapen is nooit een heraldische rijksbanier gebruikt maar de Belgische koningen voeren in hun wapen een rijksbanier waarin de driekleur met de Brabantse leeuw wordt gecombineerd.
De rijksbanier mag niet worden verward met de ook aan een speer opgehangen wapenbanier.

adelaar · Agnus Dei · alliantiewapen · andreaskruis · ankerkruis · armoriaal · baldakijn · barensteel · bezant · Bourgondisch kruis · brisure · cartouche · centaur · cordelière · dekkleed · dorpsvlag · dorpswapen· drieberg · dubbelkoppige adelaar · dwarsbalk · fleur de lis · fleuron · Friese adelaar · gaande leeuw · gecarteleerd · Gelderse leeuw · gepaald · gravenkroon · groot wapen · griffioen · hartschild · helmkroon · helmteken · heraldische kleur · herautstuk · hermelijn · hoed · Hollandse tuin · huismerk · Jeruzalemkruis · karbonkel · keizerskroon · keper · koek · kromstaf · kroon · krukkenkruis · kwartier · kwartileren · kwartierzoom · leeuw · markiezenkroon · merlet · molenijzer · motto · muurkroon · nassaublauw · natuurlijke kleur · Nederlandse leeuw · Nederlandse Maagd · ombrellino · ordeketen · palen · pentagram · pijlenbundel · raadselwapen · raaf · respectant · riddertoernooi · rijksbanier · rijkskleuren · rijksstandaard · rijkswapen · roos · Rudolfinische keizerskroon · Saksenros · Saladins Adelaar · scharlakenrood · schildhoofd · schildhouder · schildvoet · schildzoom · schoof · schuinbalk · schuinstreep sinister · sinister · sleutels van Petrus · socialistische heraldiek · sprekend wapen · stadskleuren · standaard · stedenmaagd · ster · tinctuur · vair · vermeerdering · vlag · vorstenhoed · vrijheidshoed · vrijkwartier · vrouwenwapen · wapen · wapenbelasting · Wapenboek Beyeren · Wapenboek Gelre · wapenbord · wapendiploma · wapendier · wapenkast · wapenkoning · wapenmantel · wapenrecht · wapenrol · wapenstier · wapentent · wassende en afnemende maan · Waterlandse zwaan · Westfriese boomwapens · wildeman · wolfsangel · wrong